# ستورتبي (بيدفوردشير)
ستورتبي (بالإنجليزية: Stewartby)‏ هي قرية و أبرشية مدنية تقع في المملكة المتحدة في إنجلترا.  يقدر عدد سكانها بـ 1,212 نسمة .